# Зерамдін (округ)
Зерамдін (араб. معتمدية زرمدين) — округ у Тунісі в регіоні Сахель. Входить до складу вілаєту Монастір. Центр округу — м. Зерамдін. Станом на 2004 рік загальна чисельність населення становила 25947 осіб.